# Philippe de Carteret II
Philippe de Carteret II (Sark, 18 febbraio 1584 – Sark, 22 agosto 1643) è stato il 3º signore di Sark e il 19º signore di Saint Ouen. Era figlio di Philippe de Carteret I e Rachel Poulet.
Si diplomò all'Università di Oxford in giovane età, nel 1594, anno in cui succedette al padre come signore di Sark.
Fu nominato cavaliere nel 1617 e divenne balivo del Jersey nel 1627. Sposò Anne Dowse (1587 - 1664) la quale era figlia di sir Francis Dowse e di Elizabeth Paulet, nipote di William Paulet, primo marchese di Winchester, e cugina di terzo grado della madre di Philippe.
Allo scoppio della Guerra civile inglese il suo appoggio alla monarchia scatenò una breve guerra civile sull'isola.
Alla sua morte, nel 1643, gli succedette il figlio Philippe de Carteret III. Fra i discendenti di un altro dei suoi figli, Francis, si annoverano il generale Tomkyns Hilgrove Turner ed il curatore della Biblioteca Bodleiana, Bulkeley Bandinel